# Wilhelm Hauff
Wilhelm Hauff (Stoccarda, 29 novembre 1802 – Stoccarda, 18 novembre 1827) è stato uno scrittore tedesco.

## Biografia
Il suo percorso di studi culminò con la frequentazione delle facoltà di teologia e di filosofia all'Università di Tubinga, a partire dal 1820.
Una volta terminati gli studi, rientrò a Stoccarda per lavorare come precettore presso la famiglia del generale Ernst Eugen von Hugel, iniziando a frequentare, contemporaneamente, il circolo letterario guidato dal poeta Justinus Kerner.
La sua carriera letteraria fu brevissima a causa di una malattia che lo portò al decesso, alla giovane età di venticinque anni, appena pochi mesi dopo il suo matrimonio e la firma come redattore per il giornale Morgenblatt.
Ebbe largo successo con un romanzo storico alla Walter Scott, Il castello di Lichtenstein (Lichtenstein, 1826), che poi ispirò la costruzione dell'attuale Castello di Lichtenstein (1840-1842).
Tuttavia il suo spiccato senso dell'umorismo, il gusto del fantastico, la vivacità della sua tecnica narrativa ebbero modo di risaltare soprattutto in opere brevi: in fiabe che associano un cupo colore romantico alla vena esotica derivata dalle Mille e una notte (Il Califfo Cicogna, Kalif Storch; Nano Nasone. Zwerg Nase), e in novelle (Süss l'ebreo, Jud Süß, 1827; La mendicante del Pont des Arts, Die Bettlerin vom Pont des Arts, 1827; Fantasie nella cantina municipale di Brema, Phantasien im Bremer Ratskeller, 1827).
Hauff risultò un letterato capace di coniugare gli elementi derivanti dal Romanticismo con gli influssi della realtà borghese a lui contemporanea, impregnando i suoi lavori di gradevoli sentimentalismi.
Molti dei suoi lavori furono adattati per il cinema e per la televisione.

## Filmografia
- Die Bettlerin von St. Marien, regia di Alfred Halm (1916);
- Die Memoiren des Satans, 1. Teil - Doktor Mors, regia di Robert Heymann, Richard Oswald (1917);
- Der kleine Muck, regia di Wilhelm Prager (1921);
- Das Wirtshaus im Spessart, regia di Adolf Wenter (1923);
- Süss l'ebreo (Jud Süß), regia di Veit Harlan - storia, non accreditato (1940);
- Der kleine Muck, regia di Franz Fiedler - storia, non accreditato (1944);
- Das kalte Herz, regia di Paul Verhoeven (1950);
- Das kalte Herz, regia di Johannes Naber (2016).